# Balen Shah
Balendra Shah, més conegut com Balen Shah o Balen, és un raper, enginyer i polític nepalí . Actualment és el 15è alcalde de Katmandú, capital del Nepal.
Balen ha estat una figura popular del hip-hop nepalí durant la dècada de 2010. Shah va anunciar la seva candidatura com a independent i va ser escollit a les eleccions municipals del 2022, derrotant a la candidata al Congrés nepalí Sirjana Singh i al candidat del Partit Comunista del Nepal (UML) Keshav Sthapit. És el primer candidat independent a ser elegit com a alcalde de Katmandú.